# Branko Zebec
Branislav "Branko" Zebec (17 de maig de 1929, Zagreb, Regne de Iugoslàvia – 26 de setembre de 1988, Zagreb, Iugoslàvia) va ser un futbolista i entrenador croat. Durant el seu període d'esplendor, aquest exjugador del Partizan de Belgrad i de l'Estrella Roja meravellà amb les seves actuacions als mundials de 1954 i 1958. Amb el Partizan guanyà 3 vegades la Copa Iugoslava (1952, 1954, 1957). Amb l'Estrella Roja, el títol de lliga (1960). Com a entrenador va aconseguir l'èxit amb l'Hajduk Split, el Bayern de Múnic i l'Hamburg. Zebec va ser un jugador molt versàtil, famós per la seva fortalesa física i per la gran visió de joc; preferentment jugava de lateral esquerre o d'extrem, si bé com a jugador de camp era capaç de jugar pràcticament a qualsevol posició.

## Trajectòria professional com a jugador
De jove, Zebec jugà a diversos equips de la seva ciutat natal: Građanski (Dinamo), Poštar, Lokomotiva, Milicioner i Metalac. El 1951 va ser fitxat pel Partizan de Belgrad, un dels equips de la capital iugoslava i candidat habitual al títol de lliga. Gràcies a la seva qualitat i rapidesa aviat s'assegurà un lloc permanent a l'ala esquerra de l'equip i també a la de la selecció iugoslava, amb què va ser internacional 65 vegades i on aconseguí 17 gols. El 1952 guanyà el seu primer títol, la Copa Iugoslava. També al mateix any, els Jocs Olímpcs de Hèlsinki li donaren l'oportunitat d'aconseguir fama internacional. Iugoslàvia s'hagué de conformar amb la medalla de plata, només superada per la gran Selecció de futbol d'Hongria dels anys 50 (els "Magiars Màgics"). Tanmateix, amb 7 gols, Zebec tingué l'honor de ser el màxim golejador del torneig.
Amb el Partizan, Zebec continuà assaborint l'èxit; el 1954, el seu equip acabà el campionat iugoslau en segon lloc i guanyà la Copa per segona vegada. Zebec participà amb la selecció iugoslava al Mundial de 1954 a Suïssa, on Iugoslàvia superà la fase de grups gràcies a una victòria sobre França i un empat contra Brasil, amb gol del mateix Zebec. Als quarts de final, però, van caure derrotats a mans de la selecció alemanya, que acabaria guanyant el mundial.
Amb el pas del temps Zebec acabà convertit en l'organitzador del migcamp del Partizan, una posició molt adequada per a ell per la seva capacitat per interpretar els partits. El 1955 participà en la primera edició de la Copa d'Europa, si bé com a equip convidat, no com a campió de la lliga iugoslava (una particularitat d'aquesta edició inaugural de la competició). En la primera ronda, el Partizan eliminà el Sporting de Lisboa després de dos partits plens de gols (3–3 a l'anada a Lisboa, en el primer partit de la història de la Copa d'Europa, i 5–2 a Belgrad). Tanmateix, a la segona ronda els eliminà el futur campió del torneig, el Reial Madrid de Di Stéfano; una derrota per 4-0 a Madrid només va rebre com a resposta una victòria per 3 a 0 al partit de tornada. Al campionat de Iugoslàvia, el Partizan no va poder superar els dos equips més poderosos de l'època, el Hajduk Split i l'Estrella Roja; així, el 1956 i el 1958 el Partizan s'hagué de conformar amb el segon lloc. El 1957 aconseguí la seva tercera Copa iugoslava.
Zebec participà amb la selecció iugoslava al mundial de 1958 ja com a capità de l'equip. A la fase de grups, una victòria contra França i dos empats contra Escòcia i Paraguay els donaren l'accés als quarts de final, on -com quatre anys abans- Alemanya frenà el recorregut dels iugoslaus.
A Iugoslàvia tornà a aconseguir un nou subcampionat abans de ser fitxat pels grans rivals del Partizan, l'Estrella Roja, equip amb el qual pogué finalment proclamar-se campió de lliga el 1960. Aquest campionat va ser el seu últim gran trofeu com a jugador.
El 1963 va rebre autorització per anar-se'n del seu país, d'acord amb les circumstàncies polítiques de l'època. Per a Zebec (que ja tenia 34 anys) era massa tard per despertar l'interès dels clubs més famosos; així, va fitxar per l'Alemannia Aachen, que jugava a la segona divisió alemanya. Durant els dos anys que hi jugà va integrar-se plenament en el país on, amb el pas del temps, va poder celebrar els seus més grans èxits com a entrenador.

## Trajectòria com a entrenador
Poc després de penjar les botes Zebec pogué començar a treballar com a entrenador: el 1965 va seure a la banqueta de l'equip estrella de la seva ciutat natal, el Dinamo de Zagreb, juntament amb Ivica Horvat, que posteriorment també aconseguiria l'èxit a Alemanya. L'equip es classificà per jugar a la Copa de Fires, precursora de la Copa de la UEFA (avui Europa League). Si bé el Dinamo no començà la competició de manera gaire prometedora (només pogueren eliminar els txecoslovacs del Spartak Brno pel mètode de la moneda), després superaren el Dunfermline Athletic, el Dinamo Pitesti i la Juventus amb suficiència. A les semifinals el Dinamo protagonitzà una de les remuntades més espectaculars de la història de les competicions europees: després de perdre per 3 a 0 a Frankfurt contra l'Eintracht, el Dinamo superà els alemanys a Zagreb (4–0).
A la final el club s'enfrontà amb el Leeds United, que comptava amb jugadors com Peter Lorimer i Billy Bremner. El Dinamo guanyà el partit de casa per 2 gols a 0, i a Anglaterra en va tenir prou mantenint el 0-0 inicial. El Dinamo, amb Zebec al capdavant, va esdevenir el primer equip iugoslau que guanyava una competició europea i el segon de l'Europa de l'Est (després del Ferencvaros hongarès, que dos anys abans havia guanyat també aquesta mateixa competició).

### Entre Alemanya i Iugoslàvia
Aquest triomf va cridar l'atenció fora de les fronteres de Iugoslàvia i, així, el 1968 el Bayern de Múnic el fitxà per seguir les passes del seu compatriota "Txik" Čajkovski, un altre exjugador del Dinamo i company de Zebec en l'època dels Jocs de 1952 i del Mundial de 1954. L'equip dels joves Franz Beckenbauer i Gerd Müller havia guanyat amb Čajkovski dues vegades la Copa alemanya de futbol i la Recopa d'Europa. Zebec modificà l'estil ofensiu del seu equip i en reforçà la defensa; en la seva primera temporada el Bayern guanyà la lliga (la primera en 37 anys) i, a més, també guanyà la Copa contra el Schalke 04 i així es convertí en el primer equip que guanyava un doblet després de la implantació de la Bundesliga el 1963. Però la segona temporada no va estar exempta de problemes: Zebec anuncià de bon principi que no renovaria el seu contracte i, a més, el Bayern va caure eliminat pel Saint-Étienne a la Copa d'Europa. Després que l'equip només aconseguís un punt en tres partits a la segona part de la temporada i caigués a cinc punts del líder, Zebec va ser despatxat; el seu successor fou Udo Lattek. Al seu llibre "Einer wie ich" (un com jo), Beckenbauer comentava que entre l'equip i l'exentrenador hi havia hagut "molèsties atmosfèriques".
Després, Zebec s'encarregà durant dos anys de la banqueta del VfB Stuttgart, que tenia aspiracions de lluitar pel títol de lliga. A la seva primera temporada el Stuttgart només aconseguí classificar-se en 12a posició; a la segona, malgrat comptar amb els reforços de Horst Köppel i del migcampista austríac Hans "Buffy" Ettmayer, l'equip acabà la temporada al vuitè lloc. Va ser una decepció tant per a l'equip com per a l'entrenador, i de fet aquí el contracte de Zebec també acabà prematurament.
Zebec tornà durant una temporada al seu país, aquesta vegada com a entrenador del Hajduk Split juntament amb Tomislav Ivić, un altre "míster" famós. L'equip va fer una gran campanya a la Recopa d'Europa arribant fins a les semifinals, deixant enrere els noruecs del Fredrikstad F.K., els gal·lesos del Wrexham A.F.C. i, als quarts de final, un equip escocès, l'Hibernian F.C.: el Hajduk va perdre a Escòcia (4-2) però remuntà miracolosament a casa amb una victòria per 3 a 0. A les semifinals, però, una derrota per 1-0 al camp del Leeds United va ser decisiva; el 0–0 a Split significà l'eliminació dels croats, que van haver d'esperar onze anys per arribar a una altra semifinal europea. El Leeds United va caure a la final d'aquesta competició per 1 a 0 contra el Milan, que guanyava així la seva segona Recopa d'Europa.
L'equip acabà la temporada 9a posició del campionat de lliga, però un nou triomf a la Copa Iugoslava (contra l'Estrella Roja) els va permetre de tancar la temporada en positiu. Al capdavall, el Hajduk Split estava a punt de viure una etapa gloriosa, però ja sense Branko Zebec, que havia tornat a Alemanya.

### Eintracht Braunschweig
Eintracht Braunschweig, campions d'Alemanya el 1967, van baixar a segona el 1973 –l'any en què van incloure propaganda a les samarretes– però tornaren a la Bundesliga tot just un any després. El club, patrocinat per una marca de licors, fitxà Zebec tot buscant recuperar l'èxit; el iugoslau s'hi va estar quatre temporades completes. Zebec recomanà el fitxatge de dos jugadors iugoslaus, el ràpid extrem dret Danilo Popivoda i el migcampista Aleksandar Ristić. Amb Bernd Franke (porter de la selecció alemanya) i d'altres jugadors importants, aquest equip jugava un futbol atractiu i sovint ocupà el primer lloc a la classificació. En tres anys l'Eintracht passà de la novena a la cinquena i després a la tercera posició, a només un punt del campió al final de la temporada 76/77. En la quarta i última campanya se'ls va unir Paul Breitner (excampió del món amb Alemanya el 1974) fitxat del Reial Madrid, però malgrat aquest reforç la temporada 77/78 va ser decebedora i l'equip acabà en tretzena posició. Els esforços de Zebec, però, no passaren desapercebuts i aviat nous clubs demanaren els seus serveis.

### Hamburger SV i equips posteriors
L'Hamburg, campió de la Recopa d'Europa el 1977, tenia grans ambicions i buscava el seu primer campionat de lliga des del 1960. En la seva primera temporada Zebec formà un bloc competitiu amb estrelles com el lateral Manfred Kaltz o el davanter Horst Hrubesch. També facilità la integració de Kevin Keegan, que havia decebut en el seu primer any a l'equip. Zebec guià l'Hamburg cap al títol de campió de la Bundesliga a la temporada 78/79, amb Keegan com a davanter de referència.
Un any després l'equip es classificà per a la final de la Copa d'Europa, però els alemanys no jugaren un bon partit i van perdre contra el campió vigent, el Nottingham Forest (1-0). La culpa d'aquesta derrota va caure en Zebec i els seus mètodes d'entrenament: Zebec, a més d'implantar una estricta disciplina, considerava que quan un equip juga bé pot entrenar més. Així, els jugadors es queixaren pels durs entrenaments que van haver de realitzar a la fase final de la temporada, i els crítics consideraren que, per aquesta mateixa raó, l'Hamburg va perdre en quatre dies la final de la Copa d'Europa i un partit decisiu que els descartà per al títol de lliga.
Al principi de la seva tercera temporada a l'Hamburg, a més, va aparèixer un nou problema: Branko Zebec tenia una forta addicció a la beguda, i fins i tot va ser sorprès bevent alcohol a la banqueta. Una anècdota explica que, en una ocasió, Zebec entrà al vestidor dient als seus jugadors: "0–2, hem perdut! No passa res, el pròxim partit l'hem de guanyar!" quan només se n'havia jugat la primera part. Al mes de desembre el problema havia crescut fins al punt que se'l veia endormiscat a la banqueta; calia posar-hi remei i Zebec va ser destituït el desembre de 1980. Aleksandar Ristić el succeí durant la resta de la temporada 80/81, abans que Ernst Happel agafés les regnes de l'Hamburg per fer-lo aconseguir els seus més grans èxits.
A la temporada 1981/82 Zebec aconseguí una nova feina com a entrenador i es feu càrrec del Borussia Dortmund succeint Udo Lattek. Amb ell, el Borussia acabà la temporada en sisè lloc -la seva millor classificació en 12 anys- i aconseguí l'accés a la Copa de la UEFA. Els seus problemes personals, però, continuaren creixent i posaren a prova la seva relació amb la directiva del club, fins al punt que al final de la temporada Zebec va ser novament destituït.
Al principi de la temporada 82/83 Branko Zebec no tenia feina. Però aviat s'hi va interessar l'Eintracht Frankfurt, que acabava de despatxar l'austríac Helmut Senekowitsch. Amb Zebec l'Eintracht aconseguí la desena plaça, però al principi de la següent temporada també va ser destituït. Zebec posà punt final a la seva trajectòria com a entrenador el 1984 amb una breu estada al primer equip que va dirigir, el Dinamo Zagreb.
El consum excessiu d'alcohol minà progressivament la seva salut i, així, Zebec morí el 1988, amb només 59 anys. Fou enterrat al cementiri Mirogoj, a Zagreb.

## Balanç de la seva trajectòria
| Com a jugador    | Com a jugador            | Com a jugador                                                     |
| Període          | Club                     | Títols                                                            |
| ---------------- | ------------------------ | ----------------------------------------------------------------- |
| 1951–1959        | Partizan de Belgrad      | 1952 – Copa Iugoslava 1954 – Copa Iugoslava 1957 – Copa Iugoslava |
| 1959–1961        | Estrella Roja de Belgrad | 1960 – Campionat Iugoslau                                         |
| 1961–1965        | Alemannia Aachen         |                                                                   |
| Com a entrenador |                          |                                                                   |
| Període          | Club                     | Títols                                                            |
| 1965–1967        | NK Dinamo de Zagreb      | 1967 – Copa de les Ciutats en Fires                               |
| 1968–1970        | FC Bayern de Múnic       | 1969 – Copa Alemanya 1969 – Bundesliga                            |
| 1970–1972        | VfB Stuttgart            |                                                                   |
| 1972–1973        | Hajduk Split             | 1973 – Copa Iugoslava                                             |
| 1974–1978        | Eintracht Braunschweig   |                                                                   |
| 1978–1980        | Hamburger SV             | 1979 – Bundesliga                                                 |
| 1981–1982        | Borussia Dortmund        |                                                                   |
| 1982–1983        | Eintracht Frankfurt      |                                                                   |
| 1984             | Dinamo de Zagreb         |                                                                   |